# Parafia Wniebowzięcia Najświętszej Maryi Panny w Różance
Parafia Wniebowzięcia Najświętszej Maryi Panny - rzymskokatolicka parafia w Różance znajduje się w dekanacie międzyleskim w diecezji świdnickiej. Została oficjalnie założona w 1655 r.
Pod koniec XVI wieku (1592) przystąpiono do budowy kościoła pw. Wniebowzięcia NMP w Różance, jednak jego budowa przeciągnęła się aż do roku 1661. Początkowo do użytku mieszkańców oddano kaplicę zwieńczoną attyką (na jej nadprożu widnieje data 1613). 
Ostatecznym budowniczym kościoła (i według niektórych opracowań, autorem projektu) był włoski architekt i mistrz budowlany Andrea Carove, działający od połowy XVII wieku na terenie ziemi kłodzkiej. W latach 1755–1756 kościół został gruntownie przebudowany. Kolejna przebudowa nastąpiła na przełomie XIX i XX wieku.
Kościół w Różance jest budowlą typu ścienno-filarowego, z emporami, pokryty sklepieniem kolebkowym z lunetami. Zachował on wystrój barokowy, a jego detale wzorowane są na podobnych z wrocławskiego kościoła św. Macieja. Rzeźby, reliefową ornamentykę ambony i ołtarza (św. Anny) wykonał Michał Ignacy Klahr Młodszy w latach 1755-1762. Ołtarz główny z roku 1895 wykonał Joseph Elsner (1845-1933), artysta-rzeźbiarz pochodzący z ziemi kłodzkiej, działający przez wiele lat w Monachium. Chrzcielnica pochodzi z pierwszej połowy XVIII w., prospekt organowy z roku 1787. Na sklepieniach i emporach znajdują się freski przedstawiające świętych (autorstwa J. Bartscha, malarza z Międzylesia). Przed bramą stoi kamienna figura ukrzyżowanego Jezusa (autorstwa Klahra Młodszego). W bramie została umieszczona figura św. Michała Archanioła.    
Od 2020 r. funkcję proboszcza pełni ks. Rafał Masztalerz.   

## Kościoły filialne parafii

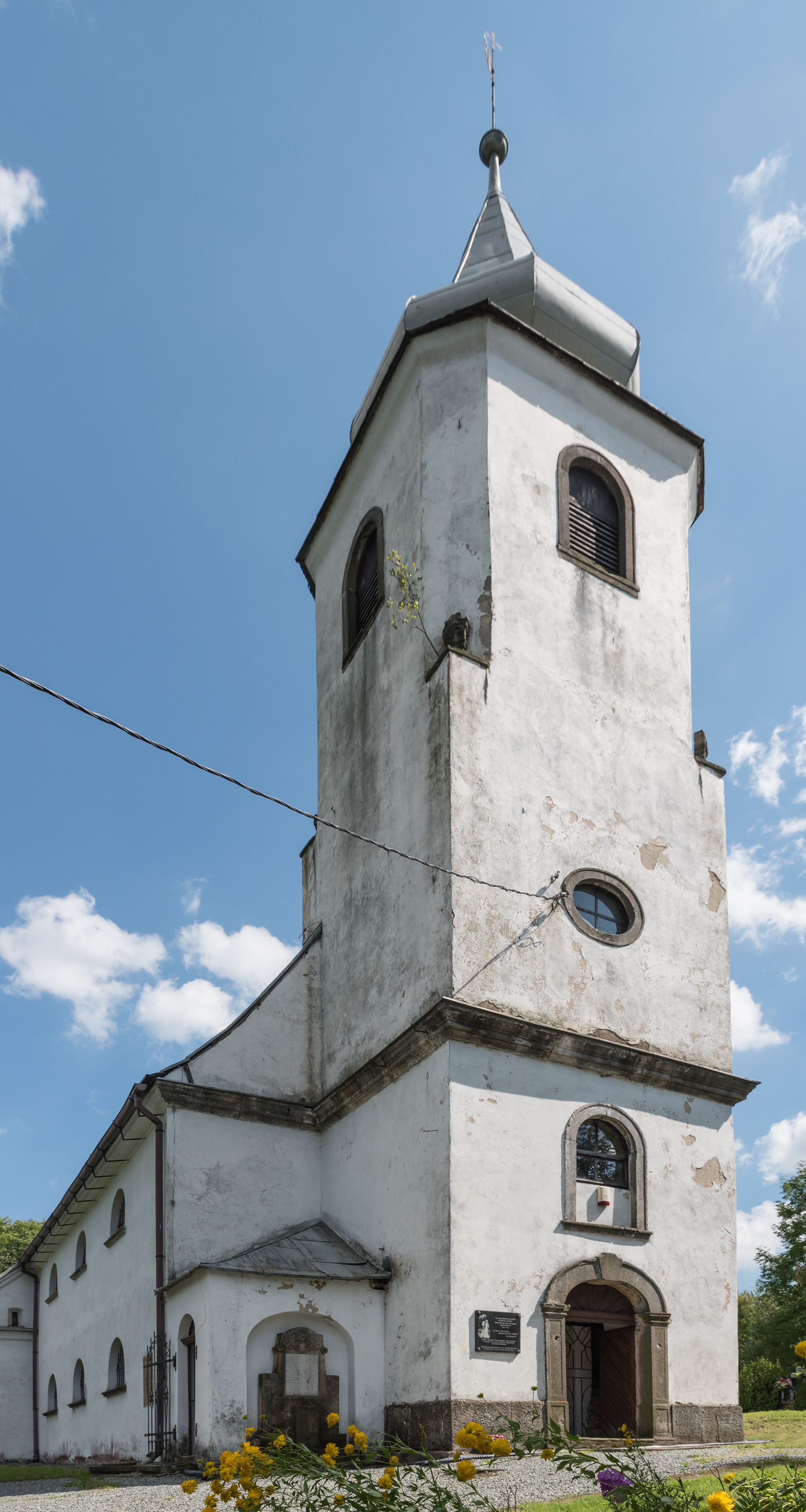
Kościół św. Michała w Gniewoszowie
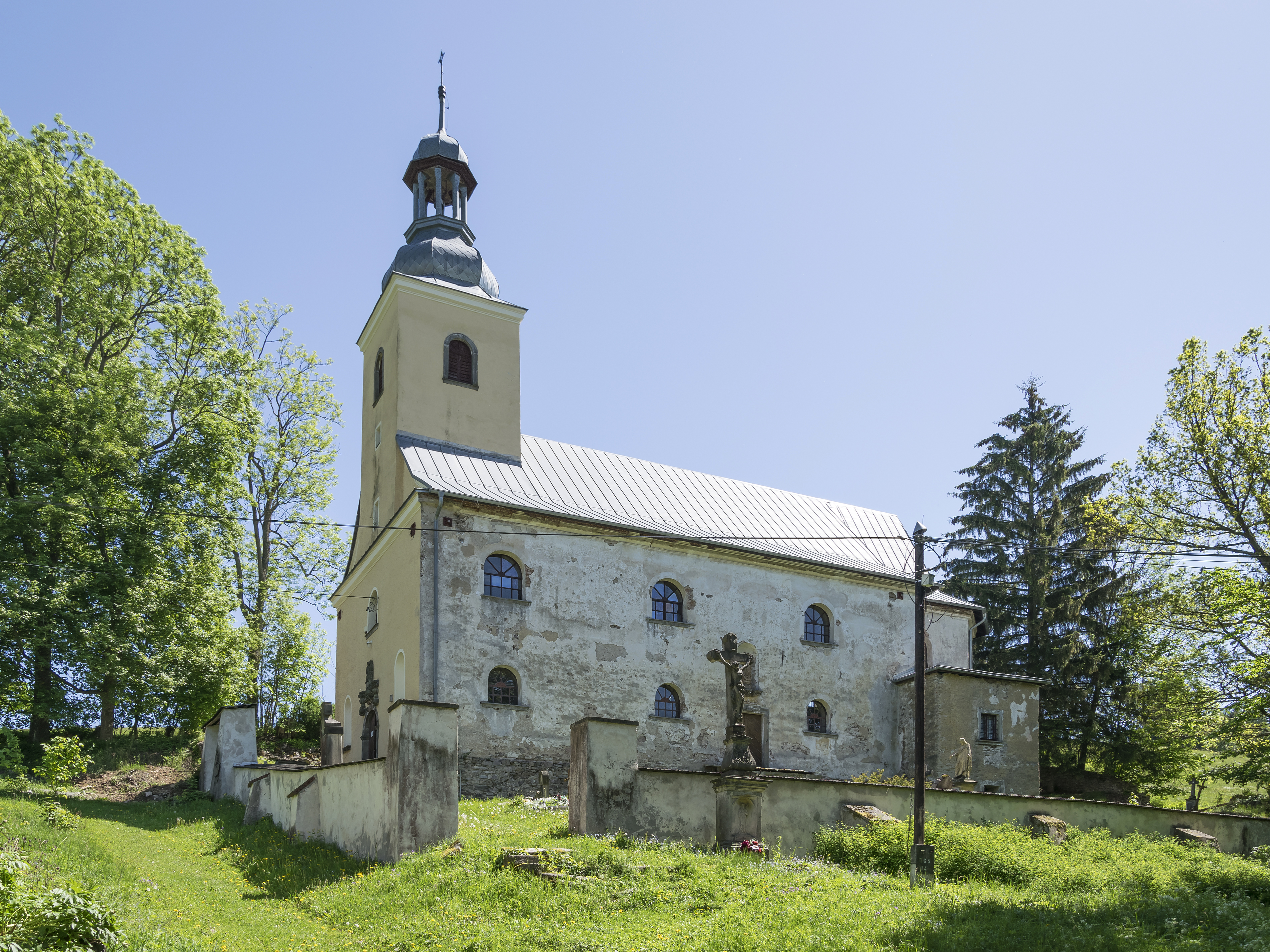
Kościół Nawiedzenia NMP Niemojowie
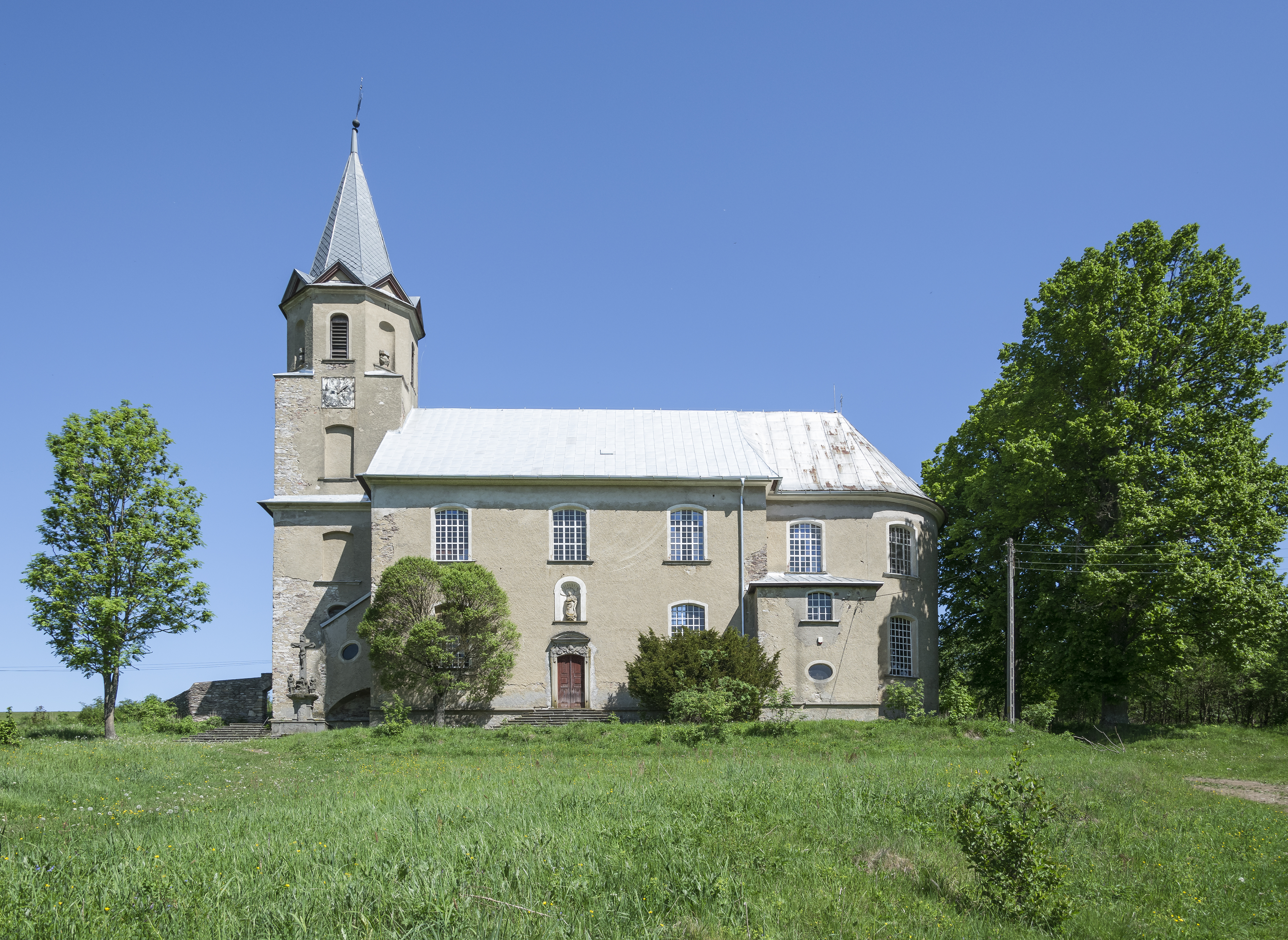
Kościół św. Marcina w Lesicy